# 渡邊敏夫
渡邊 敏夫（わたなべ としお、1905年6月24日 - 1998年11月6日）は、日本の天文学者、東京商船大学名誉教授。
愛知県名古屋市出身。1925年3月10日第八高等学校理科甲類を卒業、1928年3月30日京都帝国大学理学部宇宙物理専攻学士試験合格、同年4月1日変光星の研究のため京都帝国大学大学院入学後、1933年1月24日京都帝国大学理学部講師嘱託。1955年「古代日食から導いたブラウンの太陰要素の改訂」で京都大学より理学博士の学位を取得。
1944年3月2日清水高等商船学校教授、1950年商船大学教授、1957年東京商船大学教授、1969年定年退官、名誉教授。1969年京都産業大学教授、1979年退職。1998年11月6日、肺炎のため死去、同日付で叙正四位。

## 著書
- 『暦』恒星社 1937
- 『天文暦学史上における間重富とその一家』山口書店　1943　自然科学史叢書
- 『暦の話』増進堂　1944
- 『暦のなりたち 少年少女のために』朝日新聞社　1949
- 『数理天文学』恒星社厚生閣　1951
- 『こよみと天文』恒星社厚生閣・中学天文教室　1952
- 『日本の暦』雄山閣　1976
- 『日本・朝鮮・中国日食月食宝典』雄山閣出版　1979
- 『暦のすべて その歴史と文化』雄山閣出版　1980
- 『近世日本科学史と麻田剛立』雄山閣　1983
- 『近世日本天文学史』恒星社厚生閣　1986-1987
- 『暦入門 暦のすべて』雄山閣出版　1994

その他
- 安岡正篤『光明蔵』註釈　金雞学院　1929